# 山腳 (新北市)
山腳，是台灣新北市泰山區北部的一個地名，範圍包括同榮里東北部、山腳里、楓樹里西部、福泰里、福興里塭子圳以北部分、全興里、同興里、義仁里北部中興橋以東至坡雅頭以西部分。

## 歷史
台灣清治末期至日治前期，山腳地區為一街庄，稱為「山腳庄」，隸屬於八里坌堡。該庄東北與水碓庄為鄰，東與楓樹腳庄為鄰，南邊為頂田心仔庄、義學庄，西邊及西北邊為大窠坑庄。
1920年（日治大正九年），該庄改制為「山腳」大字，隸屬於臺北州新莊郡新莊街，大字之下設有「店子」、「吳厝窠」、「溝子墘」、「大窠口」小字名。戰後新莊街改制為新莊鎮，隸屬於臺北縣，大字亦改制為里，當時轄區頗大。1950年3月泰山、新莊分治，山腳地區改隸屬於新成立的泰山鄉，分別劃入同榮村、山腳村、楓樹村。1991年6月。2010年12月臺北縣改制為新北市，泰山鄉改制為泰山區，村再度改制為里。由於人口增加，該地區已細分為多個里。

## 交通
縣道106號大致以東南－西北走向穿越山腳地區中部，往東南經新海橋可前往板橋、中和、新店、深坑、平溪及瑞芳等地，往西北可前往林口。縣道107號大致以北北東－南南西走向經過本地區中部，往北可前往五股，往南可前往樹林。

## 學校
- 泰山高中
- 泰山國中
- 泰山國小

## 公園
- 辭修公園（大部分）